# Wuxia
Wuxia (武俠 [ù.ɕjǎ], literalmente „arte marțiale și cavalerism”) este un gen de ficțiune chineză despre aventurile artiștilor marțiali din China antică. Deși wuxia este în mod tradițional o formă de literatură fantastică istorică, popularitatea sa a făcut ca aceasta să fie adaptată pentru forme de artă atât de diverse precum opera chineză (Xiqu), manhua, emisiuni de televiziune, filme și jocuri video. Face parte din cultura populară în multe comunități de limbă chineză din întreaga lume. Potrivit regizorului, producătorului și scenaristului din Hong Kong, Ronny Yu, filmele wuxia nu trebuie confundate cu filmele cu arte marțiale.
Eroii din ficțiunea wuxia de obicei nu servesc unui lord, nu dețin putere militară sau nu aparțin clasei aristocratice. Ei provin adesea din clasele sociale inferioare ale societății antice chineze. Un cod al cavalerismului cere de obicei eroilor wuxia să îndrepte și să repare greșelile, să lupte pentru dreptate, să gonească asupritorii și să pedeapsească pentru greșelile trecute. Tradițiile chinezești xia pot fi comparate cu codurile marțiale din alte culturi, cum ar fi codul japonez bushidō al samuraiului.